# Illaunnanoon SPA
Illaunnanoon SPA este o arie protejată (arie de protecție specială avifaunistică — SPA) din Irlanda întinsă pe o suprafață de 19,78 ha, integral pe uscat.

## Localizare
Centrul sitului Illaunnanoon SPA este situat la coordonatele 53°33′26″N 9°58′38″W / 53.557361°N 9.977086°V.

## Înființare
Situl Illaunnanoon SPA a fost declarat arie de protecție specială avifaunistică în iulie 2010 pentru a proteja 4 specii de animale.

## Biodiversitate
Situată în ecoregiunea atlantică, aria protejată nu include niciun habitat protejat.
La baza desemnării sitului se află mai multe specii protejate de  păsări (4): pescăruș sur (Larus canus), pescăruș râzător (Larus ridibundus), chiră de baltă (Sterna hirundo), chiră de mare (Sterna sandvicensis).